# Тахуа (регіон)
Тахуа (фр. Tahoua) — регіон в Нігері. Площа регіону Тахуа дорівнює 113 371 км². Чисельність населення складає 2 741 922 осіб (на 2011 рік). Щільність населення — 24,19 чол./км². Адміністративний центр — місто Тахуа. Інші міста: Абалак, Іллела, Мадауа.

## Географія
Регіон Тахуа знаходиться в центральній частині Нігеру. На заході від нього розташовані провінції Досо та Тіллабері, на сході — провінції Агадес та Мараді. На півдні проходить державний кордон Нігеру з Нігерією, на північному заході — державний кордон Нігеру з Малі.
На півночі провінції панує сухий, посушливий клімат, на півдні — волога, родюча савана.

## Адміністративний поділ

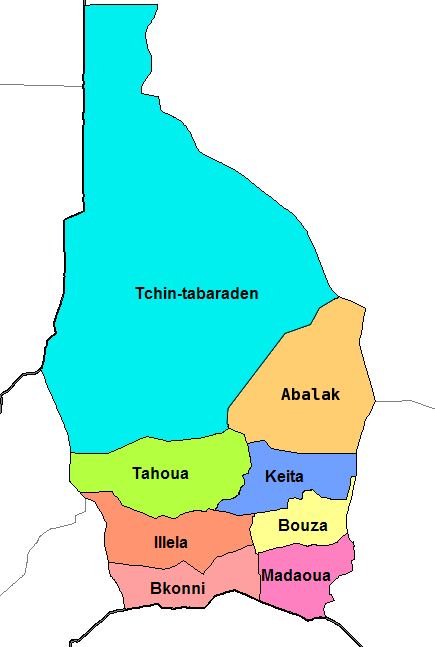
Департаменти регіону Тахуа.

Адміністративно провінція складається з 8 департаментів і 1 муніципій (місто Тахуа).
Департамент Абалак (Abalak):
- Площа:  comprise dans le département de Tchintabaraden
- Населення: 112 273 чол. (2011)

Департамент Бірні-Нконні (Birni N'Konni):
- Площа: 5317 км²
- Населення: 504 783 чол. (2011)

Департамент Боуза (Bouza):
- Площа: 3777 км²
- Населення: 386 093 чол. (2011)

Департамент Іллела (Illéla):
- Площа: 6933 км²
- Населення: 366 704 чол. (2011)

Департамент Кеїта (Kéita):
- Площа: 5297 км²
- Населення: 303 469 чол. (2011)

Департамент Мадауа (Madaoua):
- Площа: 4856 км²
- Населення: 443 902 чол. (2011)

Департамент Тахуа (Tahoua):
- Площа: 9743 км²
- Населення: 500 361 чол. (2011)

Департамент Чинтабараден (Tchintabaraden):
- Площа: 77 448 км² (comprend la superficie d'Abalak)
- Населення: 124 337 чол. (2011)

## Економіка
Головне заняття місцевих мешканців — сільське господарство.